# Henryk VII Rumpold
Henryk VII Rumpold (Średni, Większy) (ur. ok. 1350 roku, zm. 24 grudnia 1394 roku w Bolesławcu) – książę żagańsko-głogowski w latach 1369–1378, w wyniku podziału 1378 w Głogowie, Ścinawie i Bytomiu Odrzańskim (właściciel połowy tych ziem, druga w posiadaniu Czech), lennik czeski.
Henryk VII był drugim pod względem starszeństwa synem księcia żagańskiego Henryka V Żelaznego i Anny księżniczki mazowieckiej. W źródłach współczesnych często występuje z drugim imieniem Rumpold, oraz przydomkami "Średni" (by odróżnić go od starszego i młodszego brata noszących to samo imię), oraz "Większy" (z powodu dużego wzrostu i tuszy).
Po śmierci ojca w 1369 roku objął wraz z braćmi Henrykiem VI Starszym i Henrykiem VIII Wróblem rządy w księstwie żagańsko-głogowskim. W 1378 roku dziedzictwo Henryka V Żelaznego zostało podzielone na trzy części - Henryk VII otrzymał część wschodnią obejmującą Głogów, Górę Śląską, Ścinawę oraz Bytom Odrzański (a właściwie tylko połowę tego terytorium, gdyż druga należała od 1360 roku do korony czeskiej). Odtąd średni syn Henryka V tytułował się panem Głogowa i Ścinawy.
W roku 1381 Henryk zażądał od stanów księstwa głogowskiego złożenia hołdu swemu młodszemu bratu - księciu kożuchowskiemu Henrykowi VIII.
W roku 1383 usiłował wykorzystać trudności wewnętrzne Polski (tj. okres bezkrólewia po śmierci Ludwika Węgierskiego) i z inspiracji oraz przy udziale starszego brata Henryka VI podjął próbę odzyskania zajętej przez Polskę za czasów Kazimierza Wielkiego Wschowy. Bezskuteczne oblężenie spowodowało odwetowy najazd rycerstwa wielkopolskiego na ziemię głogowską. Ponownie usiłował zdobyć ziemię wschowską w 1391 roku. Konflikt został dopiero zakończony umową z Milicza z 7 sierpnia 1391 roku (był to właściwie tymczasowy rozejm, ale działań zbrojnych po tej dacie już nie rozpoczęto).
Przez cały okres panowania pozostał w przymierzu z księciem oleśnickim Konradem II, który wspierał go w finansowo i militarnie.
Henryk VII był człowiekiem schorowanym. Cierpiał na otyłość oraz na chorobę nóg, charakteryzującą się ciągle otwartymi i niegojącymi się ranami. Postęp tej choroby był tak zastraszający, iż pod koniec życia książę był wożony na wozie, lub noszony w lektyce. W wyniku powikłań i postępów choroby zmarł nagle w Bolesławcu a pochowany został w kościele kanoników regularnych św. Augustyna w Żaganiu.
Oceniając Henryka VII można stwierdzić, iż mimo kalectwa był dobrym gospodarzem. Pod jego panowaniem księstwo głogowskie rozwijało się dobrze pod względem gospodarczym. Po jego śmierci jego władztwo zostało przyłączone do posiadłości Henryka VIII Wróbla.